# XPointer
XPointer(XML Pointer Language)는 웹 상에 존재하는 XML 문서의 일부분에 주소를 부여할 수 있는 방법을 제공하는 W3C 표준 언어이다.

## XPointer의 사용 의의
- XPointer는 XML 문서 내의 노드, 범위, 글자 단위로 주소를 부여할 수 있다.
- XML 문서의 일부를 다른 XML 문서에서 링크하고자 할 때 유용하다.
- 문서 내의 일부 정보를 검색할 때 유용하다.

## XPointer의 표현법
XML 문서의 위치를 나타내는 데에는 URI가 쓰이고, 이후 XML 문서의 세부 내용을 표현하는 데에는 XPointer가 쓰인다.
- 위치 지정 방식

href="URL#절대위치경로.상대위치경로.문자위치경로"
- XPath 활용 방식

href="URL#Xpointer(Xpath 표현식)"

## 위치 지정 요소 어드레싱
element() 스킴은 차일드 요소의 위치 지정 어드레싱을 도입한다. 단순한 XPath 주소와 비슷하지만 최종 단계는 트리의 브랜치에 상대적인 위치를 나타내는 숫자여야 한다.
이를테면 다음의 경우:
```
<foobar
 
id=
"foo"
>

  
<bar/>

  
<baz>

    
<bom
 
a=
"1"
/>

  
</baz>

  
<bom
 
a=
"2"
/>

</foobar>

```

다음의 결과를 출력한다:
```
 xpointer(id("foo")) => foobar
 xpointer(/foobar/1) => bar
 xpointer(//bom) => bom (a=1), bom (a=2)
 element(/1/2/1) => bom (a=1) (/1 descend into first element (foobar),
                               /2 descend into second child element (baz),
                               /1 select first child element (bom))
```

## 같이 보기
- HTML
- XML